# Pleciinae
Sous-famille
Les Pleciinae sont une sous-famille d'insectes diptères de la famille des Bibionidae.

## Classification
Selon Paleobiology Database en 2023 la sous-famille des Pleciinae a été créée en 1930 par l'entomologiste allemand Oswald Duda (d) (1869-1941) mais sans préciser la publication originale. Cependant BioLib l'attribue à Hendel & Beier en 1938 qui est postérieur à 1930.
Le genre type est Plecia.

### Synonymes
Les synonymes sont : 
- Plecinae
- Cascopleciidae Poinar, 2010
- Cascopleciinae Poinar, 2010[1].

## Description
Les moucherons terrestres ont parfois été comptés comme une famille distincte des Pleciidae, mais aujourd'hui il est plus courant de les compter comme une sous-famille (Pleciinae), de moucherons des cheveux (Bibionidae).
Ils ressemblent à des moustiques à cheveux, mais s'en distinguent par le fait que leurs pattes sont fines et non épaissies. Le groupe est le plus nombreux sous les tropiques, mais quelques espèces du genre Penthetria se trouvent dans les zones à climat froid.

### Un vieux groupe
La sous-famille des moucherons est un groupe relativement petit, avec environ 250 espèces existantes connues, mais le groupe semble avoir été beaucoup plus important au cours des périodes antérieures. Les fossiles de la période tertiaire (65 à 2 millions d'années avant le présent) montrent que les Pleciinae étaient l'un des groupes d'insectes les plus riches en espèces. La plupart des espèces fossiles appartiennent au genre Plecia, qui ne se trouve aujourd'hui que dans les zones à climat chaud. Lorsque ces fossiles se trouvent dans des zones climatiques froides, ils indiquent un climat plus chaud dans les périodes antérieures.

## Liste des genres
Selon BioLib en 2023, le nombre de genre est de trois :
- Heteroplecia Hardy 1950
- Penthetria Meigen 1803
- Plecia Wiedeman 1828

## Genres fossiles
Selon Paleobiology Database en 2023, le nombre de genres fossiles est de six. :
- †Cascoplecia Poinar, 2010
- †Cretpenthetria Li et al., 2021
- Fushunoplecia considéré comme nomen dubium
- †Lichnoplecia Ren, 1995
- Plecia Wiedemann, 1823
- †Protopenthetria Li et al., 2021[1].